# Fédération républicaine
Die Fédération republicaine (dt.: Republikanischer Bund) war eine konservative französische Partei der Dritten Republik. Sie bestand von 1903 bis 1940.

## Geschichte
Die Fédération Républicaine entstand im November 1903 aus dem konservativen Flügel der Gemäßigten Republikaner (Républicains modérés), die den 1899 gebildeten Bloc des Gauches („Linken Block“) von Pierre Waldeck-Rousseau, eine Koalition von Gemäßigten Republikanern mit der linksliberalen Parti radical-socialiste ablehnten. Einige von ihnen waren frustriert über den Verlauf der Dreyfus-Affäre und lehnten auch die Begnadigung des jüdischen Offiziers Alfred Dreyfus ab. Ideologische Vorbilder waren unter anderem Félix Jules Méline, Alexandre Ribot, Jean Casimir-Perier und Charles Dupuy. Sie vertraten die Interessen der oberen Schichten und der Wirtschaft, standen sozialen Reformen daher ablehnend gegenüber. Daneben waren sie für die Dezentralisierung. Die Anhänger Waldeck-Rousseaus hatten hingegen 1901 die Alliance républicaine démocratique (ARD) gegründet, die in den folgenden Jahrzehnten wichtigste Konkurrentin der FR um die bürgerliche Wählerschaft war. Beide waren locker organisierte Honoratiorenparteien, deren Mitglieder in der Regel Angehörige der Oberschicht waren.
Während des Ersten Weltkriegs war die FR Teil der Union sacrée, mit Alexandre Ribot stellte sie von März bis September 1917 den Premierminister. Bei den Wahlen im Jahr 1919 nahm die Partei auf der Liste des Bloc national teil. Im selben Jahr schloss sich die Fraktion mit der der katholischen Partei Action libérale populaire zusammen. Die Fraktion erhielt den Namen Entente républicaine démocratique, mit 183 Sitzen war sie die stärkste Fraktion in der Abgeordnetenkammer. In den folgenden Jahren war die FR Bestandteil verschiedener Mitte-rechts-Koalitionen.
Nach dem Zerbrechen des Bloc national wurde die Fédération républicaine bei der Parlamentswahl 1924 zwar mit 35 Prozent stimmenstärkste Kraft, verlor aber mangels Verbündeten aufgrund des Mehrheitswahlrechts stark an Sitzen. Ihre Fraktion  – nun als Union républicaine et démocratique bezeichnet – hatte anschließend 102 Mitglieder und stand in Opposition zum ersten Cartel des gauches (Linkskartell) aus Radikalen und Sozialisten. Unter dem Vorsitz von Louis Marin ab 1924 erhielten die Mitglieder der FR mehr Mitbestimmungsmöglichkeiten, Jugendorganisationen entstanden, 1926 hatte die Partei 30.000 Mitglieder. Im Juli 1926 kehrte die FR als Teil einer großen Koalition der Mitte (Union nationale) unter Raymond Poincaré (AD) in die Regierung zurück.
Bei der Parlamentswahl 1932 verlor die Partei stark an Bedeutung, anschließend war sie wieder in der Opposition gegen das erneuerte Cartel des gauches. Aufgrund von Beeinflussung durch anti-parlamentarische Gruppen und Wechsel auf der Führungsebene orientierte sich die Partei immer weiter nach rechts. Nach den Unruhen vom 6. Februar 1934 trat die FR wieder in eine große Koalition der Mitte mit der Alliance démocratique und der Parti radical ein. Ein Großteil der Mitglieder sympathisierte aber mit den aufständischen Rechtsextremen, namentlich den Jeunesses patriotes von Pierre Taittinger, und forderte den Zusammenschluss mit allen rechten Parteien. Nach dem Sieg der Linken bei der Parlamentswahl 1936 und der Bildung der Volksfrontregierung (Front populaire) unter Léon Blum folgte die Fédération républicaine dann dem Aufruf Jacques Doriots zur Bildung der antimarxistischen und faschistisch inspirierten Front de la liberté. Nach dem Rechtsruck verließen viele bedeutsame Mitglieder die Partei. Nach dem Scheitern der Front populaire war die FR noch einmal von 1938 bis zum Ende der Dritten Republik 1940 an breiten bürgerlichen Koalitionen beteiligt. 1939 hatte sie noch 18.000 Mitglieder.
Obwohl nur wenige Mitglieder aktiv am Vichy-Regime mitwirkten, wurde es von einem großen Teil akzeptiert. Dennoch gehörte die Partei dem Conseil national de la Résistance an. Aufgrund ihrer gleichgültigen Haltung während des Kriegs konnte sich die Partei nach der Befreiung im Jahr 1944 nicht wieder etablieren. Als Nachfolgepartei wurde 1945 die Parti républicain de la liberté (PRL) gegründet, die 1951 mit den Nachfolgern der Alliance démocratique im liberal-konservativen Centre national des indépendants et paysans (CNIP) aufging.